# Tomás D. Casares
Tomás Darío Casares (Buenos Aires, 25 de octubre de 1895 - Ibidem, 28 de diciembre de 1976) fue un abogado y filósofo argentino, miembro de la Corte Suprema de Justicia de la Nación entre 1944 y 1955, designado por Edelmiro Julián Farrell. Fue el creador y director de los  Cursos de Cultura Católica, origen de la Universidad Católica Argentina.

## Biografía
En 1914 formó parte del grupo de estudiantes que creó la Sección de Estudiantes Universitarios del Ateneo Hispanoamericano (luego Museo Social Argentino) y al año siguiente fue su presidente. En el grupo participaban entre otros Gabriel del Mazo, Monner Sans, etc. Publican la revista Ideas, para luego organizarse en 1917 como Ateneo Social de la Juventud, con Octavio Pico Estrada y Atilio Dell' Oro Maini.
En 1919 obtuvo el doctorado en Jurisprudencia en la Universidad de Buenos Aires con una tesis titulada La Religión y el Estado. Ese mismo año inicia la carrera judicial siendo designado como juez de paz de la ciudad de Salta.
En 1921 integró la Junta Superior de la Liga Argentina de la Juventud Católica Argentina.
Se desempeñó como titular de las cátedras de Filosofía Medieval en la Facultad de Humanidades de la Universidad Nacional de La Plata y de Filosofía de la Universidad de Buenos Aires, y de Filosofía del Derecho en la Facultad de Derecho de esta última.Opuesto al Yrigoyen a las que consideraba alineadas al capital británico en detrimento de los internacionales fundó varios semanarios de ideología nacionalista

Casares fue uno de los principales difusores del tomismo en Argentina, a través de los  Cursos de Cultura Católica fundados en 1922 (que sirvieron como antecesores para la fundación de la Universidad Católica Argentina), y la revista Ortodoxia que dirigía; al grupo se vinculaba estrechamente también Atilio Dell'Oro Maini, director por entonces de la Revista Criterio. Colaboró en La Nueva República, una publicación dirigida por Rodolfo Irazusta que estaba fuertemente influenciada por las ideas de Charles Maurras. al incorporarse al periódico La Nueva República, cuyo primer número apareció el 1° de diciembre de 1927 como director. El encargado de la sección política y jefe de redacción era Ernesto Palacio. Además de ellos, otros redactores habituales fueron César Pico, Alberto Ezcurra y Juan Emiliano Carulla.
La publicación -cuatro páginas con análisis de la situación política del momento además de notas en las que propagaba sólidos principios doctrinales- fue primero quincenal y luego semanal, llegando a editarse diariamente durante algún tiempo.
En 1936 organizó la visita a la Argentina de Jacques Maritain. Le sucedería en el cargo Luis María Etcheverry Boneo. Ese núcleo puede considerarse el origen de la Universidad Católica Argentina donde se desempeñó como docente e investigador y miembro del Consejo Superior hasta su muerte.
Entre 1931 y 1935 se desempeñó primero como Decano de la Facultad de Humanidades de la Universidad Nacional de La Plata y luego Ministro de Gobierno de la Provincia de Corrientes, siendo el interventor Atilio Dell'Oro Maini. En 1936-1937 fue Vicedecano de la Facultad de Filosofía y Letras de la Universidad de Buenos Aires.
En 1938 publicó su obra más importante, La Justicia y el Derecho.
Tomás D. Casares perteneció al grupo nacionalista católico-hispanista que tuvo importante influencia en la Revolución del 43. 
En 1943 fue interventor de la Universidad de Buenos Aires designado por Gustavo Martínez Zuviría cuando se desempeñaba como Ministro de Justicia e Instrucción Pública, bajo la presidencia (de facto) de Pedro Pablo Ramírez (1943-1944).
En 1944 fue designado por el presidente (de facto) General Edelmiro Farrell Ministro de la Corte Suprema de Justicia de la Nación. Ocupó el cargo hasta 1955, siendo presidente del cuerpo entre 1947 y 1949. Fue el único de sus miembros en permanecer cuando el Congreso de la Nación removió al resto de los integrantes en 1947. El día 14 de junio el Congreso Nacional pidió un juicio político contra su persona para ser removido como ministro de la Corte Suprema.[cita requerida]
Luego de derrocado Perón por el golpe de Estado de la Revolución Libertadora, en 1955, fue destituido de su cargo por el gobierno militar. Debido a su ideología católica y nacionalista sufrió la purga durante el régimen militar de Pedro Eugenio Aramburu quien buscó desterrar a figuras cercanas al nacionalismo de la vida política y cultural del país. Permaneció detenido en la cárcel de las Heras durante siete meses.
Estuvo vinculado a la empresa Pérez Companc, siendo director del Instituto de la misma.

## Obras
- "La Religión y el Estado", Buenos Aires: Publicaciones del Colegio Novecentista, Imprenta y Casa Editora Coni, 1919, 141 pp.
- "De Nuestro Catolicismo", Buenos Aires: Imprenta y Casa Editora Coni, 1922, 49 pp.
- "La Política y la Moral: A Propósito de Machiavelo", Buenos Aires: Imprenta de la Universidad, 1927, 33 pp.
- "Jerarquías Espirituales: Subordinación de las Formas Esenciales de la Actividad Espiritual: Fe - Conocimiento - Acción", Buenos Aires: Restoy y Doeste editores, 1928, 175 pp.
- "Los Cursos de Cultura Católica", Buenos Aires, Ediciones Cursos de Cultura Católica, 1933, 23 pp.
- "La Justicia y el Derecho", Buenos Aires: Ediciones Cursos de Cultura Católica, 1935, 229 pp.
- "Reflexiones sobre la Condición de la Inteligencia en el Catolicismo", Buenos Aires: Ediciones Cursos de Cultura Católica, 1942, 95 pp.
- "Notas sobre la institucionalidad del derecho", en «Revista de la Universidad de Buenos Aires», 1944 (artículo).
- "La Justicia y el Derecho", 2.ª edición, corregida y aumentada, Buenos Aires: Ediciones Cursos de Cultura Católica, 1945, 229 pp.
- "Naturaleza y Responsabilidad Económico - Social de la Empresa", Buenos Aires: Itinerarium, 1967, 190 pp.
- "La Justicia y el Derecho", 3.ª edición, aumentada, Buenos Aires: Abeledo - Perrot, 1974, 259 pp.
- "Conocimiento, Política y Moral: Jerarquías Espirituales", Buenos Aires: Editorial Docencia, 1981, 80 pp. Con estudio preliminar de José María Medrano.
- "Sobre la Muerte y otros Ensayos", Buenos Aires, 1995.